# Janki (powiat pruszkowski)
Janki – wieś sołecka w Polsce położona w województwie mazowieckim, w powiecie pruszkowskim, w gminie Raszyn. 
W miejscowości istnieje węzeł drogi ekspresowej S8 Warszawa Janki, łączący ją z drogą krajową nr 7 oraz ulicą Mszczonowską w ciągu drogi wojewódzkiej nr 665 (dawny przebieg drogi krajowej nr 8).
W latach 1954–1961 wieś należała i była siedzibą władz gromady Janki, po jej zniesieniu w gromadzie Raszyn. W latach 1975–1998 miejscowość należała administracyjnie do województwa warszawskiego.
W roku 2021 we wsi mieszkały 1104 osoby, z czego 52.3% stanowiły kobiety, a 47.7% - mężczyźni.

## Handel wielkopowierzchniowy w Jankach

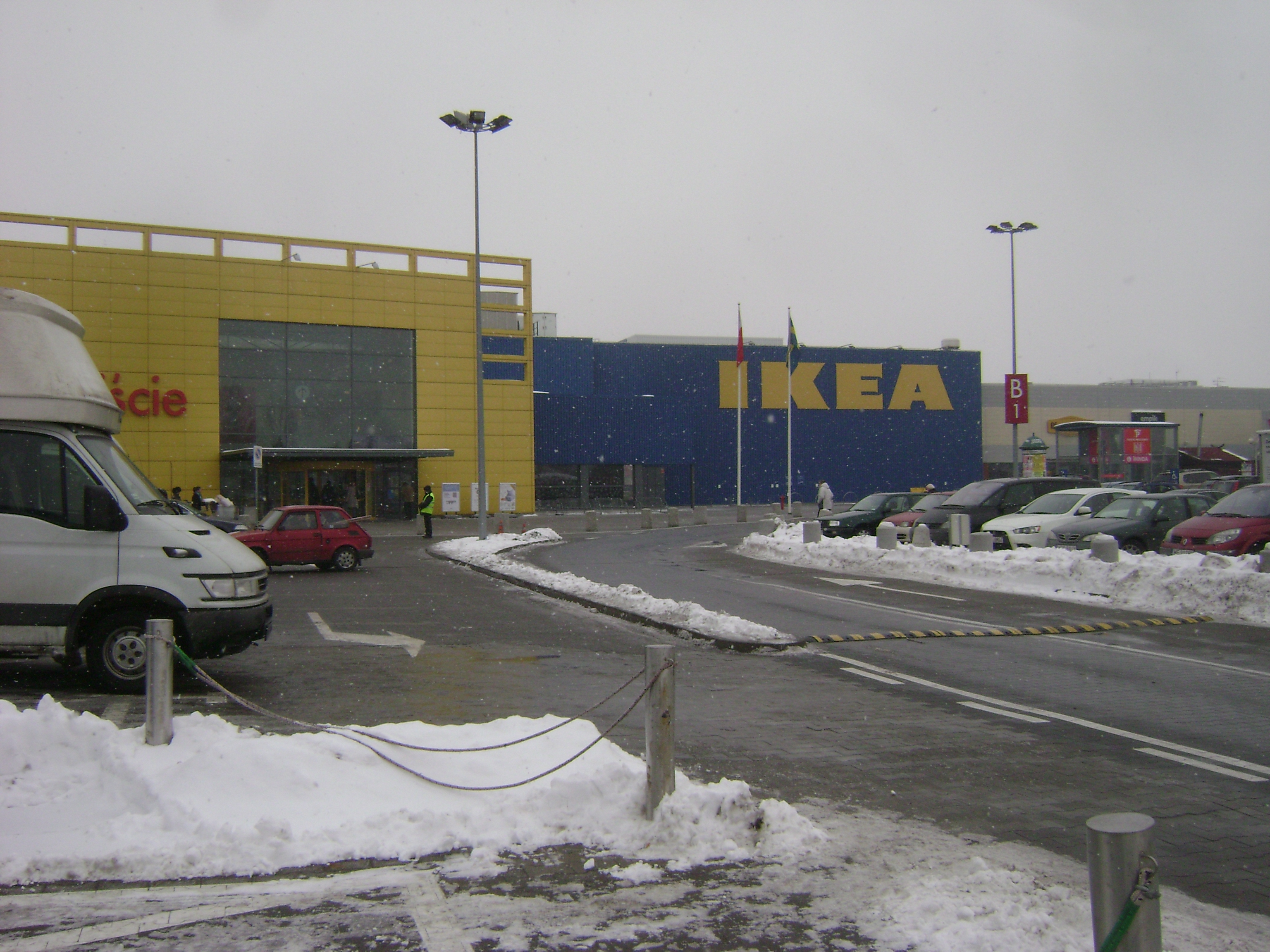
IKEA Janki (2010)

Handel wielkopowierzchniowy w Jankach istnieje od lat 90 XX wieku, kiedy to otwarto tutaj dom meblowy IKEA w 1993 roku. W późniejszych latach w miejscowości otwierało się coraz to więcej sklepów, co uczyniło małą podwarszawską wieś lokalnym ośrodkiem handlowym. W 1999 roku w Jankach otwarto wielkopowierzchniowe centrum handlowe (rozbudowane w 2018 roku). Obecnie w Jankach znajdują się takie obiekty handlowe jak: IKEA, Leroy Merlin, Jula, Auchan, Media Markt, a także wiele mniejszych sklepów należących do dużych przedsiębiorstw.